# Rıdvan Baygut
Rıdvan Baygut (Tuzla, 3 marzo 1985) è un taekwondoka turco.

## Palmarès

### Mondiali di taekwondo
- Bronzo a Campionati mondiali di taekwondo 2011

### Europei di taekwondo
- Oro a Campionati europei di taekwondo 2008
- Oro a Campionati europei di taekwondo 2010
- Argento a Campionati europei di taekwondo 2012